# Kanagawa-ku
Kanagawa-ku (神奈川区?) è uno dei 18 quartieri della città di Yokohama, in Giappone.